# Pycnonotidae
Pycnonotidae é uma família de aves passeriformes pertencentes à subordem Passeri.

## Lista de gêneros
Atualmente, existem 163 espécies reconhecidas em 32 gêneros:
- Gênero Andropadus
- Gênero Stelgidillas
- Gênero Calyptocichla
- Gênero Neolestes
- Gênero Bleda
- Gênero Atimastillas
- Gênero Ixonotus
- Gênero Thescelocichla
- Gênero Chlorocichla
- Gênero Baeopogon
- Gênero Arizelocichla
- Gênero Criniger
- Gênero Eurillas
- Gênero Phyllastrephus
- Gênero Tricholestes
- Gênero Setornis
- Gênero Alophoixus
- Gênero Alcurus
- Gênero Iole
- Gênero Hemixos
- Gênero Acritillas
- Gênero Ixos
- Gênero Hypsipetes
- Gênero Euptilotus
- Gênero Microtarsus
- Gênero Poliolophus
- Gênero Brachypodius
- Gênero Ixodia
- Gênero Rubigula
- Gênero Nok'
- Gênero Spizixos
- Gênero Pycnonotus